# Wherever I Lay My Hat (That's My Home)
Wherever I Lay My Hat (That's My Home) è un brano musicale del cantautore statunitense Marvin Gaye, quinta traccia del lato A del secondo album in studio That Stubborn Kinda Fellow, pubblicato nel dicembre 1962.

## Versione di Paul Young
La versione più nota è quella del cantante britannico Paul Young, pubblicata il 27 maggio 1983 come singolo dal primo album in studio No Parlez.
Il brano raggiunse la prima posizione per tre settimane nel Regno Unito lanciando di fatto la carriera di Paul Young.

### Classifiche

#### Classifiche settimanali
| Classifica (1983) | Posizione massima |
| ----------------- | ----------------- |
| Australia         | 9                 |
| Belgio (Fiandre)  | 37                |
| Canada            | 26                |
| Germania          | 19                |
| Irlanda           | 1                 |
| Italia            | 27                |
| Nuova Zelanda     | 4                 |
| Paesi Bassi       | 48                |
| Regno Unito       | 1                 |
| Stati Uniti       | 70                |
| Svezia            | 8                 |

#### Classifiche di fine anno
| Classifica (1983) | Posizione |
| ----------------- | --------- |
| Regno Unito       | 14        |